# Udta Punjab
Pour plus de détails, voir Fiche technique et Distribution.
Udta Punjab (en français, Le Pendjab volant) est un film dramatique criminel indien en hindi, sorti en 2016. Il a été écrit et réalisé par Abhishek Chaubey, coécrit par Sudip Sharma, et produit par Shobha Kapoor, Ekta Kapoor, Sameer Nair et Aman Gill sous la bannière de Balaji Motion Pictures, en collaboration avec Anurag Kashyap, Vikas Bahl et Vikramaditya Motwane de Phantom Films. Le film est librement inspiré et se concentre sur l'abus de drogue chez la jeunesse de l'État indien du Pendjab et les diverses conspirations qui en découlent. Il met en vedette un casting comprenant Shahid Kapoor, Alia Bhatt, Kareena Kapoor Khan et Diljit Dosanjh.
Réalisé avec un budget de 340 millions de roupies (soit environ quatre millions de dollars), Udta Punjab a rencontré un grand succès commercial, rapportant environ 960 millions de roupies (soit environ onze millions de dollars) dans le monde entier. Il a été acclamé par la critique, en particulier pour sa direction, son histoire, son scénario, sa musique et les performances de ses acteurs.
Lors des 62e Filmfare Awards, Udta Punjab a reçu neuf nominations, dont celles du Meilleur Film, Meilleur Réalisateur (Chaubey), Meilleur Acteur (Shahid Kapoor), Meilleure Actrice dans un second rôle (Kapoor Khan) et Meilleur Acteur dans un second rôle (Dosanjh). Le film a remporté quatre prix, dont celui de Meilleure Actrice (Alia Bhatt) et Meilleur Acteur (Critiques) (Shahid Kapoor).

## Synopsis
Trois jeunes Pakistanais lancent des paquets de drogue à travers la frontière vers l'Inde, destinés à être récupérés plus tard. Tejinder "Tommy" Singh, surnommé "Gabru", est un jeune musicien punjabi à succès, menant une vie luxueuse. Accompagné de son oncle Tayaji et de son cousin Jassi, il consomme régulièrement de la cocaïne. Tommy est célèbre pour ses chansons énergiques qui glorifient souvent la violence et la dépendance. Cependant, sa dépendance lui coûte son contrat musical et il finit en prison. Là, il rencontre deux de ses fans qui avouent avoir tué leur mère pour de l'argent de drogue, inspirés par ses chansons. Pris de conscience, Tommy décide de changer de vie après sa libération. 
Quelques jours plus tard, il blesse accidentellement Tayaji lors d'une altercation. Tayaji l'envoie avec son équipe dans une ferme pour préparer un concert à venir. Là, Bauria, une ouvrière migrante du Bihar, travaille pour un propriétaire terrien qui utilise l'agriculture comme façade pour le trafic de drogue. Elle trouve un paquet suspect, décide de le vendre, mais se retrouve capturée par les trafiquants après avoir contacté les mauvais acheteurs. Elle est violée à multiple reprises avant de réussir à s'échapper.
Dans une ville voisine, Preet Sahni, une médecin activiste, dirige un centre de réhabilitation. Sartaj Singh, un policier junior, découvre l'ampleur du trafic de drogue, surtout après que son frère Balli ait fait une overdose. Ensemble, Preet et Sartaj cherchent à comprendre l'origine du problème. Lors d'un concert, Tommy, au lieu de chanter, prêche et choque son public. En fuite, il rencontre Bauria, mais elle est capturée à nouveau. Après avoir appris qu'un mandat d'arrêt a été lancé contre lui, Tommy part à sa recherche.
Preet et Sartaj découvrent que Virender Singh, un homme âgé, est derrière le trafic, soutenu par le politicien Maninder Brar. Ils rassemblent des preuves pour stopper Brar dans sa réélection. Leur enquête les conduit à un drame où Preet est accidentellement blessée par Balli. Sartaj, après avoir été capturé et interrogé par le gang de drogue, libère son frère et aide Bauria à s'échapper.
À la fin, une enquête gouvernementale est lancée contre Brar et une répression majeure du trafic de drogue se met en place. Tommy, en Goa, appelle Bauria pour connaître son vrai nom, et ils échangent des mots tendres avant qu'elle ne parte nager.

## Fiche technique
- Titre : Udta Punjab
- Titre original : उड़ता पंजाब
- Réalisation : Abhishek Chaubey
- Scénario : Sudip Sharma et Abhishek Chaubey
- Musique : Naren Chandavarkar, Benedict Taylor et Amit Trivedi
- Photographie : Rajeev Ravi
- Montage : Meghna Manchanda Sen
- Production : Vikas Bahl, Aman Gill, Ekta Kapoor, Shobha Kapoor, Anurag Kashyap, Madhu Mantena Varma, Vikramaditya Motwane et Sameer Nair
- Société de production : Balaji Motion Pictures et Phantom Films
- Société de distribution : Night Ed Films (France)
- Pays :  Inde
- Genre : Action, policier et drame
- Durée : 148 minutes
- Dates de sortie : 
  - Sortie internationale : 17 juin 2016

## Distribution
- Shahid Kapoor : Tommy Singh
- Alia Bhatt : Kumari Pinky
- Kareena Kapoor : Preet Sahani
- Diljit Dosanjh : Sartaj Singh
- Satish Kaushik : Tayaji
- Manav Vij : Jujhar Singh
- Suhail Nayyar : Jassi
- Prabhjyot Singh : Balli
- Rajesh Kumar Sharma : Kaka

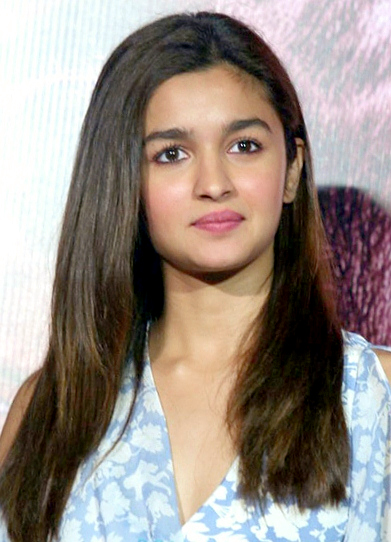
Alia Bhatt lors de la promotion pour le film.

- Kamal Tiwari : M. P. Maninder Brar
- Mahabir Bhullar : Veerji
- Suvinder Vicky : Kukku
- Dilawar Sidhu : Bhandi

## Distinctions
Le film a été nommé pour onze Filmfare Awards et a en a remporté trois : meilleure actrice pour Alia Bhatt, meilleure révélation masculine pour Diljit Dosanjh et meilleurs costumes.

## Article annexe
- Psychotrope au cinéma et à la télévision